# Robbie Haines
Robbie Haines, född den 27 mars 1954 i San Diego, Kalifornien, är en amerikansk seglare.
Han tog OS-guld i soling i samband med de olympiska seglingstävlingarna 1984 i Los Angeles.